# 玉泉駅 (平安南道)
玉泉駅（オクチョンえき）は朝鮮民主主義人民共和国平安南道北倉郡にある、朝鮮民主主義人民共和国鉄道省平徳線の駅。

## 隣の駅
朝鮮民主主義人民共和国鉄道省
平徳線
北倉駅 - 玉泉駅 - 鳩峴駅